# Agrostis reuteri
Agrostis reuteri là một loài thực vật có hoa trong họ Hòa thảo. Loài này được Boiss. mô tả khoa học đầu tiên năm 1844.